# El intermedio
El intermedio é um programa de televisão produzido pela Globomedia, e é emitido pela rede de televisão espanhola La Sexta. É apresentado por El Gran Wyoming com a colaboração de Beatriz Montañez, Cristina Peña, Thais Villas, Yolanda Ramos e Usun Yoon. Este programa também tem a sua versão no Second Life.

## História
Estreou a 30 de Março de 2006, e trata-se de um espaço que retrata a actualidade com humor e sarcasmo, que começou por ser semanal de duas horas de duração, e mais tarde passou a ser emitido de segunda a quinta durante 30 minutos. Caracterizado por una atitude muito crítica com a Igreja Católica e con la cadena Cope.

## Secções
- Lo que España vota, va a Misa.
- Fritanga de medios: Beatriz Montañez apresenta a actualidade diária com doses de humor
- Ortega Cano contra el mundo: Vídeos manipulados em que José Ortega Cano debate com personagens conhecidas.
- Expediente Iker: Cristina Peña satiriza o programa Cuarto Milenio, de Iker Jiménez, emitido pela  Cuatro.
- Todo sobre mi madre: Yolanda Ramos apresenta esta secção em que os telespectadores enviam críticas a Wyoming.
- Thais Villas en acción: Thais Villas entrevista pessoas famosas ou desconhecidos na rua.
- Las andadas de Usun Yoon: Usun Yoon entrevista na rua.
- Amigos: Os convidados interpretam um pequeno papel no programa.
- Beni: O boneco Beni ríe-se das noticias manejado por Wyoming
- La voz de la calle: VOX POP na rua sobre a actualidade

## Prémios

### Prémios TP de Oro 2006
- Nomeado na categoria Actualidade e reportagens
- El Gran Wyoming nomeado na categoria Apresentador de variedades e espectáculos

### Premios TP de Oro 2007
- Candidato na categoria Actualidade e reportagens